# Stephansposching
Stephansposching település Németországban, azon belül Bajorországban. Lakosainak száma 3203 fő (2023. december 31.). Stephansposching Deggendorf, Otzing, Plattling, Metten, Offenberg, Mariaposching, Irlbach, Straßkirchen és Wallersdorf községekkel határos.

## Népesség
A település népessége az elmúlt években az alábbi módon változott:
| Lakosok száma | 2569 | 1273 | 3031 | 3011 | 3065 | 3092 | 3180 | 3176 | 3177 | 3203 |
|               | 1970 | 1975 | 2011 | 2012 | 2014 | 2015 | 2017 | 2019 | 2022 | 2023 |